# Kepenek
Kepenek – wieś położona w północnej części Albanii w gminie Bytyç. Wieś znajduje się 112 kilometrów od stolicy państwa, Tirany.

## Demografia
Według spisu ludności z 1989 roku we wsi Kepenek mieszkało 222 mieszkańców.